# Finales NBA 1957
Navigation
Finales 1956 Finales 1958
Les finales NBA 1957 sont la dernière série de matchs de la saison 1956-1957 de la NBA et la conclusion des séries éliminatoires (playoffs) de la saison. Le champion de la division Est, les Celtics de Boston rencontrent le champion de la division Ouest les Hawks de Saint-Louis.
Les Celtics gagnent cette série finales par quatre victoires à trois et remportent leur premier titre après onze saisons en NBA/ABA.
Bill Russell, le pivot des Celtics, établit un nouveau record de rebonds pour un rookie pour un match de finales, lors du septième match, avec 32 rebonds. Il établit aussi le record de rebonds par match pour un rookie avec 22,9 rebonds par match.
Lors de ces finales les Celtics jouent avec cinq joueurs futurs membres du Hall of Fame : Bob Cousy, Bill Russell, Tom Heinsohn, Bill Sharman et Frank Ramsey ainsi que l'entraîneur Red Auerbach. Quant aux Hawks ils en ont quatre dans leurs rang : Bob Pettit, Ed Macauley, Alex Hannum et Cliff Hagan ainsi que l'entraîneur-joueur Slater Martin.

## Avant les finales

### Celtics de Boston
Lors de la saison régulière les Celtics de Boston ont terminé la saison champion de la division Est avec un bilan de 44 victoires pour 28 défaites (meilleur bilan des 8 équipes de la ligue).
Les Celtics se sont qualifiés en battant en finales de division les Nationals de Syracuse trois victoires à zéro.

### Hawks de Saint-Louis
Lors de la saison régulière les Hawks de Saint-Louis ont terminé la saison champion de la division Ouest avec un bilan de 34 victoires pour 38 défaites à égalité avec les Lakers de Minnéapolis et les Pistons de Fort Wayne (les trois équipes ont été départagées par la ratio points marqués moins point encaissés - SRS : Simple Ratio System en anglais -). Ce bilan négatif est inférieur à celui des quatre équipes de la division Est y compris celui des Knicks de New York pourtant éliminés des playoffs.
Les Hawks se sont qualifiés en battant en finales de division les Lakers de Minnéapolis trois victoires à zéro.

### Parcours comparés vers les finales NBA
| Champion de division | Qualifié pour les playoffs | Éliminé des playoffs |

| Franchise                | V  | D  | PCT    | R | Dom   | Ext   | N    | Div   |
| ------------------------ | -- | -- | ------ | - | ----- | ----- | ---- | ----- |
| Celtics de Boston        | 44 | 28 | 61,1 % | - | 24-4  | 11-18 | 9-6  | 20-16 |
| Nationals de Syracuse    | 38 | 34 | 52,8 % | 6 | 23-9  | 9-15  | 6-10 | 20-16 |
| Warriors de Philadelphie | 37 | 35 | 51,4 % | 7 | 20-5  | 16-25 | 12-5 | 17-19 |
| Knicks de New York       | 36 | 36 | 50,0 % | 8 | 18-10 | 9-19  | 9-7  | 15-21 |

| Franchise             | V  | D  | PCT    | R | Dom   | Ext   | N    | Div   |
| --------------------- | -- | -- | ------ | - | ----- | ----- | ---- | ----- |
| Hawks de Saint-Louis  | 34 | 38 | 47,2 % | - | 17-9  | 10-20 | 7-9  | 22-14 |
| Lakers de Minneapolis | 34 | 38 | 47,2 % | - | 15-9  | 5-22  | 14-7 | 18-18 |
| Pistons de Fort Wayne | 34 | 38 | 47,2 % | - | 23-5  | 5-23  | 6-10 | 17-19 |
| Royals de Rochester   | 31 | 41 | 43,1 % | 3 | 19-10 | 7-17  | 5-14 | 15-21 |

### Face à face en saison régulière
Les Celtics et les Hawks se sont rencontrés 9 fois pour un bilan de 7 victoires à 2 en faveur des Celtics.
| Match | Date             | équipe à domicile    | Score         | équipe à l'extérieur |
| ----- | ---------------- | -------------------- | ------------- | -------------------- |
| 1     | 27 novembre 1956 | Hawks de Saint-Louis | 90-102        | Celtics de Boston    |
| 3     | 15 décembre 1956 | Celtics de Boston    | 102-99        | Hawks de Saint-Louis |
| 4     | 22 décembre 1956 | Celtics de Boston    | 95-93         | Hawks de Saint-Louis |
| 5     | 12 janvier 1957  | Hawks de Saint-Louis | 100-98        | Celtics de Boston    |
| 6     | 18 janvier 1957  | Celtics de Boston    | 126-117       | Hawks de Saint-Louis |
| 7     | 15 février 1957  | Hawks de Saint-Louis | 123-116 (2OT) | Celtics de Boston    |
| 8     | 21 février 1957  | Celtics de Boston    | 125-112       | Hawks de Saint-Louis |
| 9     | 5 mars 1957      | Hawks de Saint-Louis | 104-102       | Celtics de Boston    |

Le match 2 a eu lieu sur terrain neutre le 4 décembre 1956  à New York ; les Celtics l'ont emporté 108-107.

## Formule

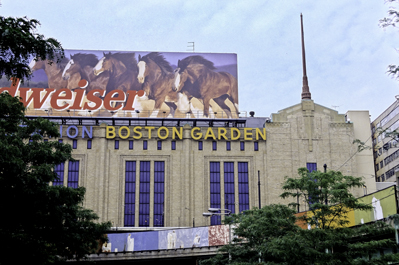
Le Boston Garden

Pour les séries finales la franchise gagnante est la première a remporter quatre victoires, soit un minimum de quatre matchs et un maximum de sept. Les rencontres se déroulent dans l'ordre suivant :
| Match | Recevant       | Match | Recevant       | Match | Recevant        | Match | Recevant        |
| ----- | -------------- | ----- | -------------- | ----- | --------------- | ----- | --------------- |
| 1     | Meilleur bilan | 2     | Meilleur bilan | 3     | Moins bon bilan | 4     | Moins bon bilan |

| Match | Recevant       | Match | Recevant        | Match | Recevant       |
| ----- | -------------- | ----- | --------------- | ----- | -------------- |
| 5     | Meilleur bilan | 6     | Moins bon bilan | 7     | Meilleur bilan |

Les Celtics ont l'avantage du terrain lors de la finale, car ils ont un meilleur bilan en saison régulière (49-23 contre 34-38).

## Les finales

### Match 1
| 30 mars 1957 | Rapport | Hawks de Saint-Louis 125, Celtics de Boston 123                            | Hawks de Saint-Louis 125, Celtics de Boston 123 | Hawks de Saint-Louis 125, Celtics de Boston 123 | 2OT | Boston Garden, Boston |
| 30 mars 1957 | Rapport | Score par quart-temps : 31-21, 18-26, 22-27, 31-28 , OT1 11-11, OT : 12-10 |                                                 |                                                 | 2OT | Boston Garden, Boston |
| 30 mars 1957 | Rapport | Bob Pettit 37                                                              | Points                                          | Bill Sharman 36                                 | 2OT | Boston Garden, Boston |
| 30 mars 1957 | Rapport | Saint-Louis mène la série 1 à 0                                            |                                                 |                                                 | 2OT | Boston Garden, Boston |

Il aura fallu deux prolongations pour que les Hawks arrachent la victoire à Boston 125 à 123.

### Match 2
| 31 mars 1957 | Rapport | Hawks de Saint-Louis 99, Celtics de Boston 119     | Hawks de Saint-Louis 99, Celtics de Boston 119 | Hawks de Saint-Louis 99, Celtics de Boston 119 |  | Boston Garden, Boston |
| 31 mars 1957 | Rapport | Score par quart-temps : 21-31, 22-31, 27-32, 29-25 |                                                |                                                |  | Boston Garden, Boston |
| 31 mars 1957 | Rapport | Ed Macauley 19                                     | Points                                         | Frank Ramsey, Bob Cousy 22                     |  | Boston Garden, Boston |
| 31 mars 1957 | Rapport | Égalité dans la série 1 à 1                        |                                                |                                                |  | Boston Garden, Boston |

### Match 3
| 6 avril 1957 | Rapport | Celtics de Boston 98, Hawks de Saint-Louis 100     | Celtics de Boston 98, Hawks de Saint-Louis 100 | Celtics de Boston 98, Hawks de Saint-Louis 100 |  | Kiel Auditorium, Saint-Louis |
| 6 avril 1957 | Rapport | Score par quart-temps : 19-19, 25-21, 28-29, 26-31 |                                                |                                                |  | Kiel Auditorium, Saint-Louis |
| 6 avril 1957 | Rapport | Bill Sharman 28                                    | Points                                         | Bob Pettit 26                                  |  | Kiel Auditorium, Saint-Louis |
| 6 avril 1957 | Rapport | Saint-Louis mène la série 2 à 1                    |                                                |                                                |  | Kiel Auditorium, Saint-Louis |

### Match 4
| 7 avril 1957 | Rapport | Celtics de Boston 123, Hawks de Saint-Louis 118    | Celtics de Boston 123, Hawks de Saint-Louis 118 | Celtics de Boston 123, Hawks de Saint-Louis 118 |  | Kiel Auditorium, Saint-Louis |
| 7 avril 1957 | Rapport | Score par quart-temps : 31-36, 35-17, 30-37, 27-28 |                                                 |                                                 |  | Kiel Auditorium, Saint-Louis |
| 7 avril 1957 | Rapport | Tom Heinsohn 19 Bill Russell 20                    | Points Rebonds                                  | Bob Pettit 33 Bob Pettit 16                     |  | Kiel Auditorium, Saint-Louis |
| 7 avril 1957 | Rapport | Égalité dans la série 2 à 2                        |                                                 |                                                 |  | Kiel Auditorium, Saint-Louis |

Grâce à un excellent second quart temps avec 18 points de plus, les Celtics remportent cette rencontre à Saint-Louis et reviennent à 2 victoires partout, effaçant ainsi leur faux pas du premier match à Boston.

### Match 5
| 9 avril 1957 | Rapport | Hawks de Saint-Louis 109, Celtics de Boston 124    | Hawks de Saint-Louis 109, Celtics de Boston 124 | Hawks de Saint-Louis 109, Celtics de Boston 124 |  | Boston Garden, Boston |
| 9 avril 1957 | Rapport | Score par quart-temps : 30-21, 30-38, 25-35, 24-30 |                                                 |                                                 |  | Boston Garden, Boston |
| 9 avril 1957 | Rapport | Bob Pettit 33                                      | Points                                          | Bill Sharman 32                                 |  | Boston Garden, Boston |
| 9 avril 1957 | Rapport | Boston mène la série 3 à 2                         |                                                 |                                                 |  | Boston Garden, Boston |

Dans ce match c'est un duel de marqueur avec Bob Pettit 33 pts et Bill Sharman 32 pts. Mais les Celtics après un premier quart temps difficile avec 9 points de retard, construisent leur succès au fil du match avec 3 quart-temps gagnés respectivement de 8, 10 et 6 points pour l'emporter finalement de 15 points : 124 à 109.

### Match 6
| 11 avril 1957 | Rapport | Celtics de Boston 94, Hawks de Saint-Louis 96      | Celtics de Boston 94, Hawks de Saint-Louis 96 | Celtics de Boston 94, Hawks de Saint-Louis 96 |  | Kiel Auditorium, Saint-Louis |
| 11 avril 1957 | Rapport | Score par quart-temps : 23-22, 28-27, 27-28, 16-19 |                                               |                                               |  | Kiel Auditorium, Saint-Louis |
| 11 avril 1957 | Rapport | Tom Heinsohn 28 Bill Russell 23                    | Points Rebonds                                | Bob Pettit 32 Bob Pettit 23                   |  | Kiel Auditorium, Saint-Louis |
| 11 avril 1957 | Rapport | Égalité dans la série 3 à 3                        |                                               |                                               |  | Kiel Auditorium, Saint-Louis |

Match très serré. Boston mène à la mi-temps 51 à 49, mais Saint-Louis gagne finalement 96 à 94 pour revenir à trois victoires partout et l'honneur de disputer, deux jours plus tard, le titre dans la salle de Boston.

### Match 7
| 13 avril 1957 | Rapport | Hawks de Saint-Louis 123, Celtics de Boston 125                             | Hawks de Saint-Louis 123, Celtics de Boston 125 | Hawks de Saint-Louis 123, Celtics de Boston 125 | 2OT | Boston Garden, Boston |
| 13 avril 1957 | Rapport | Score par quart-temps : 28-26, 25-25, 24-32, 26-20, OT1 10-10, OT : 2 10-12 |                                                 |                                                 | 2OT | Boston Garden, Boston |
| 13 avril 1957 | Rapport | Tom Heinsohn 37                                                             | Points                                          | Bob Pettit 39                                   | 2OT | Boston Garden, Boston |
| 13 avril 1957 | Rapport | Boston gagne la série 4 à 3 et remportent le titre NBA 1957                 |                                                 |                                                 | 2OT | Boston Garden, Boston |

## Équipes
| Effectif des Celtics de Boston - Champions NBA 1956-1957 |
| --- |
| 6 Bill Russell • 14 Bob Cousy • 15 Tom Heinsohn • 16 Jack Nichols • 17 Andy Phillip • 18 Jim Loscutoff • 19 Arnie Risen • 20 Dick Hemric • 21 Bill Sharman • 23 Frank Ramsey • 29 Lou Tsioropoulos Entraîneur : Red Auerbach |

| Effectif des Hawks de Saint-Louis - Champion de la division Ouest |
| --- |
| 9 Bob Pettit • 12 Jack Coleman • 15 Odie Spears • 17 Cliff Hagan • 19 Frank Selvy • 20 Ed Macauley • 21 Jack McMahon • 22 Slater Martin • 26 Irv Bemoras • 32 Med Park • 33 Alex Hannum • 70 Chuck Share Entraîneur : Slater Martin |